# Erekruis voor Vrijwillige Ziekenzorg
Het Erekruis voor Vrijwillige Ziekenzorg in Vredestijd (Duits: Ehrenkreuz für Freiwillige Krankenpflege im Frieden) was een onderscheiding van het koninkrijk Saksen. De onderscheiding werd op 1 maart 1912 als "Erinnerungskreuz für freiwillige Krankenpflege im Frieden" ingesteld door Friedrich August III van Saksen en bestond tot de val van de monarchie in november 1918. Op 11 oktober 1915 werd het "Herinneringskruis" omgedoopt tot "Erekruis".
Het verguld bronzen kruis had hetzelfde model als het oudere Herinneringskruis voor de Jaren 1870/71. In de Eerste Wereldoorlog zouden ook twee Saksische oorlogsonderscheidingen, het Herinneringskruis voor Vrijwillige Ziekenzorg in Oorlogstijd (1915 - 1918) en het Herinneringskruis voor Vrijwillige Welzijnszorg in Oorlogstijd (1916 - 1918) deze vorm krijgen. Details zoals de kleur van het emaille verschilden.
De koning volgde het voorbeeld van het op 6 juli 1871 door koning Johan van Saksen ingestelde Herinneringskruis voor de Jaren 1870/71. Ook dit kruis werd voor verdiensten op het gebied van vrijwillige ziekenzorg en andere hoogstaande en opofferende daden uitgereikt. Men verleende het kruis aan mannen, vrouwen en "maagden" (ongehuwde vrouwen). Na 1912 kregen de ontvangers een getekend diploma. Omdat men in 1914 overging tot het uitreiken van het Herinneringskruis voor Vrijwillige Ziekenzorg in Oorlogstijd is het kruis weinig uitgereikt. Er zijn niet meer dan 43 toekenningen opgetekend.  
Het Erekruis voor Vrijwillige Ziekenzorg was een kruis pattée dat op een krans van eikenblad en lauweren was gelegd. Op de voorzijde was een roodomrand gouden medaillon gelegd met het gekroonde verstrengelde monogram van de stichter. Op de ring zijn zes gouden sterretjes aangebracht. Op de keerzijde ligt een groot wit medaillon met een rood kruis van Genève.
Het kruis heeft een diameter van 27 millimeter en weegt 11,3 gram.
Het werd aan een wit lint met brede groene randen en een brede middenstreep gevormd door horizontale groene strepen op de linkerborst of door dames aan een strik van dezelfde stof op de linkerschouder gedragen.